# Magnesiumhexafluorosilicat
Magnesiumhexafluorosilicat ist eine anorganische chemische Verbindung des Magnesiums aus der Gruppe der Hexafluorosilicate.

## Gewinnung und Darstellung
Magnesiumhexafluorosilicat kann durch Reaktion von Magnesiumverbindungen mit Flusssäure in Gegenwart von Siliciumdioxid gewonnen werden.
{\displaystyle \mathrm {MgO+SiO_{2}+6\ HF\longrightarrow Mg[SiF_{6}]+3\ H_{2}O} }

## Eigenschaften
Magnesiumhexafluorosilicat ist als Hexahydrat ein kristalliner weißer geruchloser Feststoff, der löslich in Wasser ist. Er besitzt eine monokline Kristallstruktur mit der Raumgruppe P21/a (Raumgruppen-Nr. 14, Stellung 3). Es sind allerdings auch andere Phasen möglich.

## Verwendung
Magnesiumhexafluorosilicat wird als Härter für Beton und als Wasserschutzchemikalie verwendet. Es dient auch als insektizides Holzschutzmittel im Hochbau.